# World Team Challenge 2004
World Team Challenge 2004 var den tredje upplagan av skidskyttetävlingen som avgjordes den 28 december 2004 inne på och strax utanför fotbollsarenan Arena AufSchalke i Gelsenkirchen, Tyskland.
Totalt kom 12 lag till start med 24 tävlande från åtta olika europeiska länder. Tyskland, som arrangerar tävlingen, hade åtta deltagare med, Norge hade fyra deltagare medan övriga länder hade två var.
Tävlingen vanns av det norska paret Liv Kjersti Eikeland/Ole Einar Bjørndalen som var 39,3 sekunder före det franska paret Sandrine Bailly/Vincent Defrasne. Trea kom det polska paret Magdalena Gwizdon/Tomasz Sikora som var 47,5 sekunder efter.

## Startfält
| Lag | Namn                                          | Land      |
| --- | --------------------------------------------- | --------- |
| 1   | Martina Glagow och Michael Greis              | Tyskland  |
| 2   | Katrin Apel och Peter Sendel                  | Tyskland  |
| 3   | Kati Wilhelm och Ricco Gross                  | Tyskland  |
| 4   | Simone Denkinger och Andreas Birnbacher       | Tyskland  |
| 5   | Liv Kjersti Eikeland och Ole Einar Bjørndalen | Norge     |
| 6   | Jori Mørkve och Halvard Hanevold              | Norge     |
| 7   | Olga Zajtseva och Sergej Rosjkov              | Ryssland  |
| 8   | Olena Zubrilova och Vladimir Dratjov          | Belarus   |
| 9   | Magdalena Gwizdon och Tomasz Sikora           | Polen     |
| 10  | Anna Murinova och Pavol Hurajt                | Slovakien |
| 11  | Andreja Mali och Janez Marič                  | Slovenien |
| 12  | Sandrine Bailly och Vincent Defrasne          | Frankrike |

## Kvalloppet
| Nr | Namn                                        | Land | Tid     |
| -- | ------------------------------------------- | ---- | ------- |
| 1  | Liv Kjersti Eikeland & Ole Einar Bjørndalen | NOR  | 16.50,4 |
| 2  | Martina Glagow & Michael Greis              | GER  | +11,9   |
| 3  | Jori Mørkve & Halvard Hanevold              | NOR  | +13,9   |
| 4  | Olga Zajtseva & Sergej Rosjkov              | RUS  | +23,2   |
| 5  | Katrin Apel & Peter Sendel                  | GER  | +25,2   |
| 6  | Kati Wilhelm & Ricco Gross                  | GER  | +28,7   |
| 7  | Olena Zubrilova & Vladimir Dratjov          | BLR  | +36,1   |
| 8  | Magdalena Gwizdon & Tomasz Sikora           | POL  | +46,3   |
| 9  | Simone Denkinger & Andreas Birnbacher       | GER  | +1.06,1 |
| 10 | Anna Murinova & Pavol Hurajt                | SVK  | +1.24,6 |
| 11 | Andreja Mali & Janez Marič                  | SLO  | +1.24,8 |
| 12 | Sandrine Bailly & Vincent Defrasne          | FRA  | +1.31,1 |

## Slutresultat
| Nr | Namn                                        | Land | Tid     |
| -- | ------------------------------------------- | ---- | ------- |
| 1  | Liv Kjersti Eikeland & Ole Einar Bjørndalen | NOR  | 50.37,2 |
| 2  | Sandrine Bailly & Vincent Defrasne          | FRA  | +39,3   |
| 3  | Magdalena Gwizdon & Tomasz Sikora           | POL  | +47,5   |
| 4  | Olena Zubrilova & Vladimir Dratjov          | BLR  | +52,4   |
| 5  | Martina Glagow & Michael Greis              | GER  | +53,5   |
| 6  | Olga Zajtseva & Sergej Rosjkov              | RUS  | +55,2   |
| 7  | Kati Wilhelm & Ricco Gross                  | GER  | +1.10,6 |
| 8  | Jori Mørkve & Halvard Hanevold              | NOR  | +1.17,4 |
| 9  | Simone Denkinger & Andreas Birnbacher       | GER  | +1.21,4 |
| 10 | Andreja Mali & Janez Marič                  | SLO  | +2.08,8 |
| 11 | Anna Murinova & Pavol Hurajt                | SVK  | +2.17,2 |
| 12 | Katrin Apel & Peter Sendel                  | GER  | +2.40,4 |